# District de Lublin
1939–1944
Entités précédentes :
- Voïvodie de Lublin (1919-1939)

Entités suivantes :
- Voïvodie de Lublin

Le district de Lublin (allemand : Distrikt Lublin) était l'un des 4 premiers districts administratifs créés par les nazis après l'occupation allemande de la Pologne pendant la Seconde Guerre mondiale. Au Sud et à l'Est, il bordait initialement l'Union soviétique. Après l'opération Barbarossa, il partage la frontière avec le Reichskommissariat Ukraine à l'Est et le district de Galicie au Sud, qui faisait également partie du gouvernement général.